# Portable Extensible Toolkit for Scientific Computation
Portable Extensible Toolkit for Scientific Computation (PETSc, Портативный Переносимый Инструментарий для Научных расчетов) — библиотека для параллельного решения линейных и нелинейных систем уравнений, возникающих при дискретизации уравнений в частных производных. Это означает, что прикладные возможности библиотеки PETS шире, чем возможности библиотеки ScaLAPACK. Кроме того, в PETS максимально используется стандарт MPI, так как в его создании принимали участие разработчики стандарта MPI.